# 德摩根奖章

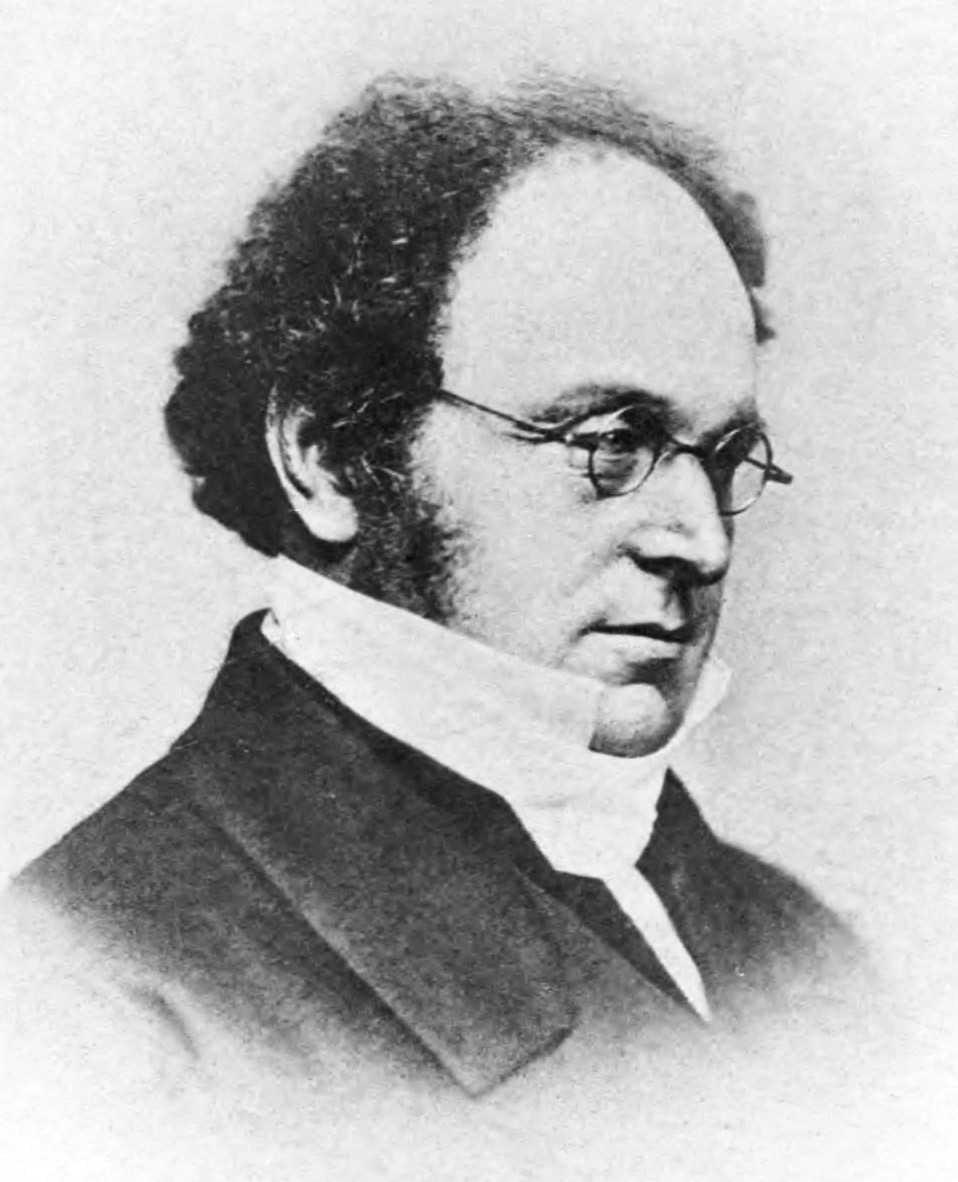
奥古斯塔斯·德摩根

德·摩根奖章（英語：De Morgan Medal）是伦敦数学学会为奖励在数学领域的杰出贡献而颁发的奖项，亦為該學會中声望最高的奖项，以纪念其首任主席奥古斯塔斯·德摩根而以其名字命名。此奖逢3的倍数年份颁发，通常頒授于当年居住於英国的数学家，候选者对数学的贡献是其唯一的评奖依据。

## 获奖者名单[2]
- 1884 阿瑟·凱萊
- 1887 詹姆斯·約瑟夫·西爾維斯特
- 1890 瑞利勳爵
- 1893 菲利克斯·克莱因
- 1896 塞缪尔·罗伯茨（英语：Samuel Roberts (mathematician)）
- 1899 威廉·伯恩赛德（英语：William Burnside）
- 1902 艾尔弗雷德·乔治·格林希尔（英语：A. G. Greenhill）
- 1905 亨利·弗雷德里克·贝克
- 1908 詹姆斯·惠特布雷德·李·格莱舍
- 1911 贺拉斯·兰姆
- 1914 约瑟夫·拉莫尔
- 1917 威廉·亨利·扬（英语：W. H. Young）
- 1920 欧内斯特·威廉·霍布森（英语：E. W. Hobson）
- 1923 珀西·亚历山大·麦克马洪（英语：P. A. MacMahon）
- 1926 乐甫
- 1929 戈弗雷·哈罗德·哈代
- 1932 伯特兰·罗素
- 1935 埃德蒙·泰勒·魏泰克
- 1938 約翰·恩瑟·李特爾伍德
- 1941 路易斯·乔尔·莫德尔（英语：Louis Mordell）
- 1944 悉尼·查普曼
- 1947 喬治·奈維爾·沃森
- 1950 阿布拉姆·萨莫伊洛维奇·贝西科维奇
- 1953 爱德华·查尔斯·蒂奇马什（英语：Edward Charles Titchmarsh）
- 1956 傑弗里·泰勒
- 1959 威廉·瓦兰斯·道格拉斯·霍奇
- 1962 马克斯·纽曼（英语：Max Newman）
- 1965 菲利浦·赫爾
- 1968 玛丽·卡特赖特（英语：Mary Cartwright）
- 1971 库尔特·马勒（英语：Kurt Mahler）
- 1974 格雷厄姆·希格曼（英语：Graham Higman）
- 1977 克劳德·安布罗斯·罗杰斯
- 1980 迈克尔·阿蒂亚
- 1983 克勞斯·羅特
- 1986 约翰·威廉·斯科特·卡斯尔斯（英语：J. W. S. Cassels）
- 1989 戴维·乔治·肯德尔（英语：D. G. Kendall）
- 1992 阿尔布雷希特·弗勒利希（英语：Albrecht Fröhlich）
- 1995 沃尔特·库尔特·海曼（英语：W. K. Hayman）
- 1998 罗伯特·亚历山大·兰金（英语：R. A. Rankin）
- 2001 詹姆斯·亚历山大·格林（英语：J. A. Green）
- 2004
- 2007 布莱恩·约翰·伯奇（英语：Bryan John Birch）
- 2010 基思·威廉·莫顿（英语：Keith William Morton）
- 2013 約翰·格里格斯·湯普森
- 2016 蒂莫西·高爾斯
- 2019 安德魯·懷爾斯
- 2019 約翰·波爾